# حمید بن راشد النعیمی
حمید بن راشد النعیمی (حمید بن راشد النعیمی) (زاده ۱۹۳۱) سیاست‌مدار اهل امارات متحده عربی است، که از سال ۱۹۸۱ به‌عنوان حاکم عجمان فعالیت می‌کند.